# Karim Rida
Karim Rida (* 25. Februar 2000 in Eberswalde) ist ein deutscher Gerätturner und Sportsoldat. Er turnt für die Eintracht Frankfurt. Bei den Deutschen Mehrkampfmeisterschaften 2019 errang er die Bronzemedaille im Mehrkampf.
Rida ist Mitglied des Bundeskaders und war vom Deutschen Turner-Bund für die 49. Turn-Weltmeisterschaften 2019 in Stuttgart und die Turn-Europameisterschaften 2021 in Basel im Einsatz.